# Curtis Jerrells
Curtis Louis Jerrells Jr. (* 5. Februar 1987 in Austin, Texas) ist ein US-amerikanischer Basketballspieler. Nach dem Studium in seinem Heimatland spielte Jerrells zunächst als Profi in der NBA Development League (D-League), bevor er seine Karriere in Europa fortsetzte. Nach Stationen in Serbien, Türkei, Spanien, Russland, und Israel spielt er seit der Saison 2017/18 wieder in Italien zunächst für den italienischen Rekordmeister Olimpia Milano und seit 2019 für Dinamo Sassari. 2011 gewann Jerrells mit KK Partizan das Double in Serbien sowie den Titel in der ABA-Liga.

## Karriere
Jerrells ging nach dem Schulabschluss in seiner Heimatstadt zum Studium an die benachbarte Baylor University in Waco, wo er von 2005 an für die Hochschulmannschaft Bears in der Big 12 Conference der NCAA Division I spielte. Nach Verletzung der NCAA-Regularien wurden den Bears verschiedene Strafen auferlegt und die Mannschaft befand sich im Neuaufbau. Jerrells gehörte bereits als Freshman zu den Starting Five in jedem Spiel und war am Ende seiner vierjährigen Collegezeit in jeder Saison der interne Topscorer und beste Vorlagengeber seiner Mannschaft. Damit gehört er in diesen Kategorien auch in den „All-Time“-Statistiken der Bears zu den drei besten Spielern in der Geschichte dieser Hochschulmannschaft. 2008 erhielt man erstmals wieder eine Einladung zum landesweiten NCAA-Endrundenturnier, in dem man jedoch in der ersten Runde an den Boilermakers der Purdue University scheiterte. Ein Jahr später zog Jerrells mit seinen Mannschaftskameraden, zu denen unter anderem die späteren NBA-Spieler Quincy Acy und Ekpe Udoh gehörten, zwar überraschend ins Big 12-Meisterschaftsfinale ein, das gegen die Tigers der University of Missouri verloren ging, doch nach einer mäßigen Saison reichte es in der Postseason nur zum National Invitation Tournament. Dort erreichte man das Finale, das gegen die Penn State Nittany Lions nach einer Halbzeitführung verloren wurde.
Nachdem Jerrells in der NBA-Draft 2009 nicht berücksichtigt worden war, konnte er in der NBA Summer League für die Dallas Mavericks und bei den Trainingslagern der NBA-Klubs die San Antonio Spurs auf sich aufmerksam machen. Dort schaffte er es zwar nicht in den Saisonkader, doch die Spurs versprachen ihm einen Platz in ihrem Farmteam Toros in der D-League, die in Jerrells’ Heimatstadt Austin spielten. Dort spielte er bis März 2010, als ihn die Spurs direkt unter Vertrag nahmen, um ihn jedoch zunächst weiter bei den Toros spielen zu lassen. In der D-League-Saison 2009/10 gehörte Jerrells in verschiedenen statistischen Kategorien zu den besten Spielern, doch die Toros verpassten den Einzug in die Play-off-Finalserie im Halbfinale gegen den späteren Titelgewinner Rio Grande Valley Vipers nur knapp. Im Oktober 2010 wurde Jerrells von den New Orleans Hornets verpflichtet, die ihn vor Saisonbeginn entließen. In der Saison 2010/11 spielte Jerrells dann für KK Partizan aus der serbischen Hauptstadt Belgrad, die ihre Titel in der nationalen Meisterschaft, dem nationalen Pokalwettbewerb sowie in der ABA-Liga verteidigten. Im höchstrangigen europäischen Vereinswettbewerb EuroLeague 2010/11 hatte man die Zwischenrunde der 16 besten Mannschaften erreicht, in der man jedoch in sechs Spielen nur noch eins beim türkischen Klub Efes Pilsen Istanbul gewonnen hatte.
Für die Saison 2011/12 wurde Jerrells von Efes’ Lokalrivalen Fenerbahçe Ülker aus Istanbul in der Türkiye Basketbol Ligi für zwei Jahre verpflichtet. Bei Fenerbahçe überzeugte Jerrells jedoch nicht und nachdem die Mannschaft in der EuroLeague 2011/12 ebenfalls in der Zwischenrunde scheiterte, wurde Jerrells im Februar 2012 entlassen. Im März 2012 schloss er sich UCAM aus Murcia in der spanischen Liga ACB für den Rest der Spielzeit an, wo er jedoch nur zwei Einsätze hatte und wegen Verletzung das Saisonende verpasste. Für die Saison 2012/13 wurde Jerrells vom türkischen Double-Gewinner Beşiktaş verpflichtet, der in der EuroLeague 2012/13 in der erweiterten Zwischenrunde der 16 besten Mannschaften nach den sieben Hinspielen sieglos blieb. Nach der Niederlage gegen den Jerrells ehemaligen Verein und Lokalrivalen Fenerbahçe Ülker in der Euroleague wurde Jerrells auch bei Beşiktaş entlassen und kehrte im März 2013 in die D-League seiner Heimat zurück, wo er nach Aufnahme bei den Sioux Falls Skyforce in einem Spielertausch zu den Maine Red Claws kam. In den Play-offs der D-League verloren die Red Claws in der ersten Runde gegen den späteren Titelgewinner Rio Grande Valley Vipers.
Für die Saison 2013/14 kehrte Jerrells nach Europa zurück und wurde vom italienischen Rekordmeister EA7 Emporio Armani aus Mailand verpflichtet. Dort spielte bereits sein vier Jahre älterer, ebenfalls aus Texas stammender Landsmann Keith Langford, der zu Beginn seiner Profikarriere auch für die Austin Toros aktiv gewesen war und es nur auf wenige Einsätze für die Spurs in der NBA gebracht hatte. Mit dieser Mannschaft konnte Jerrells erstmals die Zwischenrunde der EuroLeague 2013/14 nach unter anderem zwei Siegen gegen Fenerbahçe Ülker erfolgreich überstehen und hatte in der Play-off-Viertelfinalserie zunächst Heimrecht, um das Final-Four-Turnier in heimischer Halle erreichen zu können. Doch gegen den späteren Titelgewinner Maccabi Tel Aviv gewann man nur das zweite Spiel, bei dem Jerrells wegen seiner Effektivität zum MVP des Euroleague-Spieltags ernannt wurde, und schied aus. In der nationalen Meisterschaft erreichte man die Finalserie gegen Serienmeister Montepaschi Siena, der zuvor siebenmal in Folge den Meistertitel gewonnen hatte. Jerrells gewann mit Milano die Finalserie und damit die italienische Meisterschaft.